# Partido Laborista de San Vicente
El Partido Laborista de San Vicente (en inglés: Saint Vincent Labour Party) y abreviado como SVLP fue un partido político socialdemócrata que existió en San Vicente y las Granadinas entre 1955 y 1994. Fue el partido gobernante del país entre 1967 y 1972, y nuevamente entre 1974 y 1984, en ambos casos bajo el liderazgo del primer ministro Milton Cato. Entre 1984 y 1994 fue liderado por Vincent Beache.
En 1994, el SVLP liderado por Beache y el Movimiento por la Unidad Nacional de Ralph Gonsalves se unificaron en el Partido de la Unidad Laborista (ULP).

## Historia
El SVLP se estableció en 1955, cuando San Vicente era todavía una colonia del Imperio británico, con Milton Cato como su líder. En las elecciones generales de 1957 el partido obtuvo casi un quinto de los votos y se ubicó en segundo puesto a nivel nacional, pero no logró conseguir escaños parlamentarios. Incrementó considerablemente su caudal electoral cuatro años más tarde, ascendiendo a casi la mitad de los votos emitidos y obteniendo 3 de los 9 escaños en disputa. En 1966 obtuvo una mayoría absoluta de votos a nivel nacional, pero debido al sistema de escrutinio mayoritario uninominal, el gobernante Partido Político del Pueblo (PPP) conservó el control legislativo.
Finalmente, en 1967, el SVLP obtuvo un rotundo triunfo con 6 de los 9 escaños, convirtiéndose Cato de este modo en Ministro Principal de la colonia. Durante su primer período de gobierno, Cato condujo al archipiélago a un régimen de gobierno autónomo, con él mismo como premier. En 1972 y a pesar de recibir nuevamente más de la mitad de los votos emitidos, el partido no logró obtener mayoría absoluta y una coalición entre el PPP y el líder independiente James Mitchell tomó el poder. Esta alianza fue de corta duración y, poco más de dos años más tarde, el SVLP obtuvo una abrumadora victoria con el 69,04% de los votos y 10 de los 13 escaños en disputa. Durante su segundo gobierno, Cato logró finalmente la independencia total de la colonia como San Vicente y las Granadinas en octubre de 1979 y asumió como primer ministro y jefe de gobierno del nuevo estado.
El éxito de la transición hacia la independencia condujo a un triunfo aún mayor para el SVLP en las elecciones de diciembre de ese año, con 11 de los 13 escaños. Sin embargo, el apoyo al gobierno de Cato disminuyó con rapidez. En las elecciones de 1984, el partido resultó derrotado por el Nuevo Partido Democrático, fundado por James Mitchell. Cato fue reemplazado por Vincent Beache como líder del partido.
La suerte electoral del SVLP continuó disminuyendo, hasta que finalmente en 1989 se vio sin representación parlamentaria. Lograría retornar al legislativo cinco años más tarde, en 1994, pero la irrupción del Movimiento por la Unidad Nacional liderado por Ralph Gonsalves le impidió plantear una competencia coherente. El 27 de octubre de ese mismo año, el SVLP y el NUM acordaron fusionarse, fundado el Partido de la Unidad Laborista.

## Resultados electorales
| Año  | Líder          | Votos  | %     | Escaños | +/-         | Posición | Gobierno           |
| ---- | -------------- | ------ | ----- | ------- | ----------- | -------- | ------------------ |
| 1957 | Milton Cato    | 3.741  | 19,00 | 0/8     |             | 4º       | Extraparlamentario |
| 1961 | Milton Cato    | 11.164 | 47,90 | 3/9     | 3           | 2º       | Oposición          |
| 1966 | Milton Cato    | 13.930 | 50,90 | 4/9     | 1           | 2º       | Oposición          |
| 1967 | Milton Cato    | 14.501 | 53,80 | 6/9     | 2           | 1º       | Mayoría absoluta   |
| 1972 | Milton Cato    | 16.108 | 50,40 | 6/13    | Sin cambios | 1º       | Oposición          |
| 1974 | Milton Cato    | 19.579 | 69,00 | 10/13   | 4           | 1º       | Mayoría absoluta   |
| 1979 | Milton Cato    | 17.876 | 54,24 | 11/13   | 1           | 1º       | Mayoría absoluta   |
| 1984 | Milton Cato    | 17.493 | 41,50 | 4/13    | 7           | 2º       | Oposición          |
| 1989 | Vincent Beache | 13.290 | 30,30 | 0/15    | 4           | 2º       | Extraparlamentario |
| 1994 | Vincent Beache | 12.455 | 26,50 | 2/15    | 2           | 2º       | Oposición          |